# 務達海
務達海（—1655年）是清太祖努爾哈赤的侄子，誠毅勇壯貝勒穆爾哈齊的儿子，隶属滿洲鑲藍旗。
被皇太极授予牛錄章京。崇德元年（1636年），跟随睿親王多爾袞伐明。崇德三年，授刑部左参政。授予鑲白旗滿洲梅勒額真。七年，升刑部承政。顺治元年（1644年）后多次加爵，从三等輔國將軍加封为貝子。顺治六年，和鎮國公屯齊、輔國公巴布泰代英親王阿濟格一起讨伐姜瓖。順治八年，摄都察院事。順治十一年，和鄭親王世子濟度讨伐鄭成功，中途因为疾病而放弃指挥战斗。順治十二年去世，諡号襄敏。

## 家族
儿子托克托慧，孫子揚福，重孫三官保。